# John Sweller
John Sweller, född 1946, är en australiensisk utbildningspsykolog, mest känd för sin teori om "cognitive load" (ung. kognitiv belastning).
Sweller doktorerade 1972 i psykologi med avhandlingen "Effects of initial discrimination training on subsequent shift learning in animals and humans" vid universitetet i Adelaide. Hans forskning har huvudsakligen varit inriktad på kognitiva faktorer av betydelse för utformning av undervisning, med särskild tonvikt på vad det innebär att hjärnans arbetsminne är begränsat och vilka konsekvenser det får för undervisning.
Seller är numera (2018) professor emeritus vid University of New South Wales, och ledamot av Australiens vetenskapsakademi.

## Publikationer i urval
- Weller, John; van Merrienboer, J. G.; Paas, Fred G. W. C. (1998). ”Cognitive Architecture and Instructional Design” (på engelska). Educational Psychology Review (Kluwer Academic Publishers-Plenum Publishers) 10 (3):  sid. 251–296. doi:https://doi.org/10.1023/A:1022193728205. ISSN 1573-336X. https://link.springer.com/article/10.1023/A:1022193728205. Läst 12 juni 2018.
- Clark, Ruth Colvin.; Nguyen Frank, Sweller John (2006) (på engelska). Efficiency in learning: evidence-based guidelines to manage cognitive load. San Francisco, Calif.: Pfeiffer. Libris 22525081. ISBN 978-0-7879-7728-3
- Sweller, John; Ayres Paul L., Kalyuga Slava (2011) (på engelska). Cognitive load theory. Explorations in the learning sciences, instructional systems and performance technologies. New York: Springer. Libris 14731960. ISBN 978-1-4419-8125-7